# Bart Kosko
Bart Kosko (7 febbraio 1960) è un logico statunitense.
È allievo di Lotfi A. Zadeh, il modellizzatore della logica fuzzy.
Bart Kosko ha conseguito titoli universitari in economia, filosofia, matematica e ingegneria elettrica.
Attualmente insegna, tra le altre cose, probabilità e statistica all'University of Southern California (USC).
È autore di diversi libri, nei quali ha illustrato il potenziale innovativo della logica fuzzy ed i suoi molteplici contributi originali alla medesima, contribuendo alla sua divulgazione e diffusione presso il grande pubblico. 
Kosko sostiene che per secoli l'Occidente è rimasto imprigionato in una concezione dicotomica della realtà: tutto o niente, vero o falso. Sua è anche l'introduzione del concetto di entropia fuzzy, che consente di specificare numericamente il grado di sovrapposizione o somiglianza di un determinato insieme fuzzy al suo opposto, e di determinarne pertanto la contraddittorietà della descrizione. Infine, Kosko ha reinterpretato la teoria della probabilità alla luce del principio fuzzy fornendo nuove basi per la fondazione e l'interpretazione dei principali concetti probabilistici, come quello di frequenza relativa di accadimento degli eventi.

## Opere
- Neural Networks for Signal Processing (1991), Prentice Hall, ISBN 013617390X.
- Neural Networks and Fuzzy Systems: A Dynamical Systems Approach to Machine Intelligence (1991), Prentice Hall, ISBN 0136114350.
- Fuzzy Thinking: The New Science of Fuzzy Logic (1993), Hyperion, ISBN 078688021X (traduz. it. "Il fuzzy-pensiero. Teoria e applicazioni della logica fuzzy", Baldini e Castoldi, (1995), ISBN 8884902797).
- Fuzzy Engineering (1996), Prentice Hall, ISBN 0131249916.
- Nanotime (1998), Avon Books, ISBN 0380791471 (romanzo).
- The Fuzzy Future: From Society and Science to Heaven in a Chip (1999), Harmony Press, ISBN 0609604465, reintitolato Heaven in a Chip: Fuzzy Visions of Society and Science in the Digital Age, (2000), Three Rivers Press, ISBN 0609805673.
- Noise (2006), Viking Press, ISBN 0670034959.